# Баски в Перу

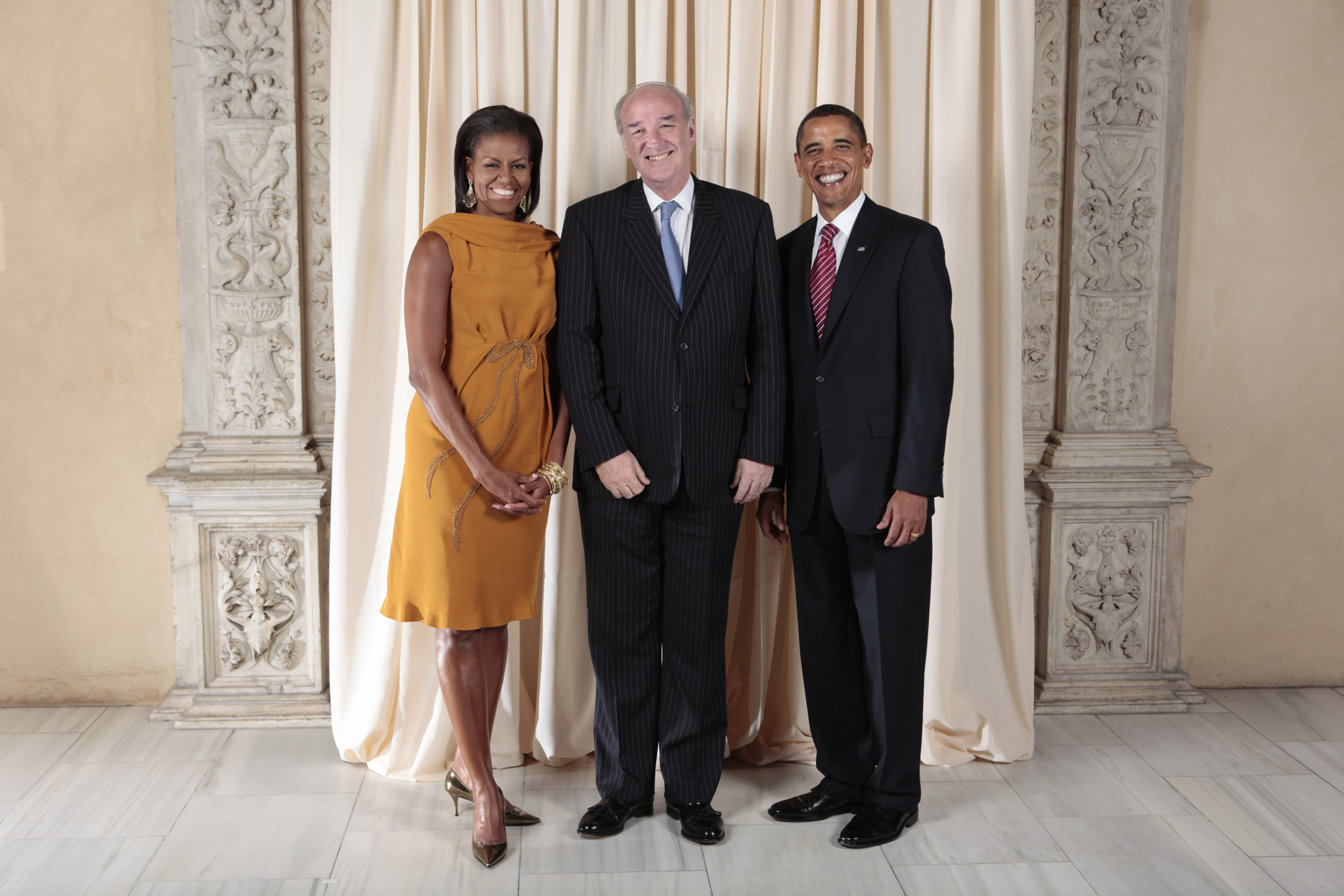
Бывший министр Хосе Антонио Гарсия Белаунде с Бараком Обамой с женой

Баско-перуанцы (исп. vasco-peruanos) — это группа людей, состоящая из потомков баскских граждан, прибывших в Перу между XVII и XX веками. Сегодня считается, что их потомки составляют большую группу из 6,2 миллиона человек, то есть около 20 % населения Перу имеют баскское происхождение. Точно так же в этой южноамериканской стране есть много баскских имен, а также есть следы в местной топонимии.

## История
Начало иммиграции басков в Перу относится к колониальному периоду, даже раньше, так как многие баски принимали участие в завоевании. Первые иммигранты сосредоточились в крупных городах.
В XVII веке в Арекипе и Лиме были созданы баскско-перуанские братства, чтобы направлять всеобщую помощь и приветствовать новых иммигрантов. Процесс был похож на то, что происходило в других американских странах. В течение XIX и ХХ столетий баскская эмиграция увеличивалась, в основном по экономическим причинам, но также и по политическим (Карлистские войны и Гражданская война в Испании). Сегодня в стране есть несколько баскских школ.
Несмотря на то, что баскское присутствие было велико во время завоевания и вице-королевства, когда была провозглашена республика, оно имело не меньшее влияние. Среди офицеров, сражавшихся в битвах за независимость (Аякучо и Хунин) вместе с лидерами Боливаром и Сукре, было пять басков (Ла Мар-и-Кортасар, Гамарра, Салаверри, Виванко и Орбегосо). Самым известным баскским креолом того времени был Иполито Унануэ, врач, родившийся в Арике.
Баскские следы также видны в Перу в XX веке, поскольку пять президентов того века носят баскские фамилии. Одни знали о своих предках, другие не очень: Николас де Пьерола имел предков из Наварры, у Аугусто Легии фамилия Легия-и-Сальседо баскского происхождения, родиной предков Мануэля Одриа была Аспейтия, и ему нравились баскские певцы, Фернандо Белаунде, однако Хуан Веласко не знал о своих предках. Распространены баскские фамилии: Коссио, Белаунде, Льоса, Гойенече, Аррамбиде, Альбисури, Арансибия, Руис де Сомокурсио, Вергара, Ираррасабаль-и-Андиа, Ларраменди, Оласабаль, Артеага, Гарека и Ларреа.